# روان‌شناسی قانونی
روان‌شناسی قانونی یا روان‌شناسی جنایی شاخه‌ای از دانش جرم‌شناسی است که فرایندهای روانی پیش جنایی و وضعیت روانی مجرم و حتی بزهدیده را حین ارتکاب جرم و وضعیت روانی آن دو را پس از ارتکاب جرم، به صورت تجربی با روش استقرایی مورد مطالعه قرار می‌دهد. علم روان‌شناسی نیز در این راستا به کار گرفته می‌شود و به بررسی عوامل روانی مربوط به جرم و بزهکاری و شخص مجرم  و بزهدیده نیز می‌پردازد. روان‌شناسی جنایی مطالعه شخصیت بزهکاران و بزهدیدگان و نیز روش‌های بازاجتماعی شدن آنان و بررسی اثر محیط و وضعیت زیستی فرد و اجتماع بر روان مجرمانه انسان و جامعه و بر رفتار مجرمانه است. شرح و تصحیح محمد حسین زارعی در تناسب جرم و مجازات ۱۳۷۲ و ۱۳۹۵
به بیان جامع‌تر، می‌توان این‌گونه بیان کرد که علم مطالعهٔ فرایندهای روانی منتهی به جرم از رهگذر شخصیت تبهکار و شناخت دلایل و انگیزه‌های تبهکاری است که این دلایل و انگیزه‌ها، زمینه طراحی یک برنامه پیشگیری غیر کیفری را به صورت فردی و جمعی را فراهم می‌کند. شیوه‌های جامعه‌پذیری، اجتماعی شدن، تجربه‌های دوران کودکی و محیط زندگی و همچنین نقش ژنتیک و اختلالات روان‌شناختی در ایجاد شخصیت فرد تبهکار در هنگام اعمال جرم اشاره می‌کند. در یک جمله روان‌شناسی جنایی را می‌توان «مطالعهٔ علمی رفتار جنایی و فرایندهای ذهنی‌ای که در ارتکاب جرم نقش دارند»، تعریف کرد.
کار روان‌شناسان قانونی معمولاً یافتن روش‌هایی برای پیشگیری از جنایت دوبارهٔ مجرمین باسابقه یا جنایتکاران دارای اختلال روانی است. از وظایف دیگر این گونه روان‌شناسان، تهیه کردن پرونده‌های روان‌شناختی برای بزهکاران باسابقه و پرسابقه و بررسی دلایل روانی-اجتماعی این جنایت‌ها است.
روانشناسان بالینی-سلامت با توجه به آموزش‌های متعدد و تخصصی خود و آشنایی آنها با مبانی پایه‌ای و زیربنایی علل رفتارهای انسان افکار، احساسات، رفتارها، کنترل، جهت‌دهی و تغییر آنها می‌توانند با ارائه مشاوره به مدیران ارشد، به عنوان مشاروان بهداشت روانی در قوه قضائیه، قوع مقننه مجلس، مجمع تشخیص مصلحت نظام، سازمان بازرسی کل کشور، نهادهای نظارتی و امنیتی، اطلاعاتی، حفاظتی و انتظامی در پیشگیری از بسیاری فجایع و بحران‌های اجتماعی نقش پیشگیرانه، بسیار مهم و حساسی داشته باشند.
روانشناسان شاغل در مراکز بهداشتی سازمان‌های متعدد نیروی انتظامی و امنیتی با ارائه خدمات روانشناختی و مشاوره به بستگان و نزدیکان قربانیان جنایت می‌توانند اثرات فجایع را کاهش و دردهای روانی را التیام بخشند. از طرفی دیگر مواجهه مداوم و مستمر نیروهای انتظامی در برخورد با بیماران روانی جانی و مجرم، نیروهای امنیتی و اطلاعاتی در شرایط بسیار حساس و تحمل موقعیت‌های شدیداً سخت و زیان‌آور، خطرناک، استرس‌های شدید، اضطراب، باعث فرسودگی و ایجاد بیماری‌های روانی در خود آنها و خانواده‌هایشان و عزیزانشان می‌گردد که روانشناسان با ارائه خدمان روان‌شناختی از سلامت روان این پرسنل و اطرافیانشان حفاظت و مراقبت می‌کنند.

## اهداف
- بازسازی، بازپروری و درمان مجرمان
- بازپذیری اجتماعی و ادامهٔ درمان
- تلاش در برطرف نمودن عوامل اجتماعی مولد جرم
- حفاظت از سلامت و بهداشت روانی نیروهای انتظامی و امنیتی با توجه به مواجه آنها با جانیان، بزهکازان، جنایتکاران و تروریست‌ها
- شناخت روح شرور

## گذشته
مدتی طولانی بود که حقوق جزای کلاسیک تنها به جرم و اجرای مجازات توجه داشت اما روانشناسان جدید با طرح پیشگیری از وقوع جرم، توجه به شخصیت مجرم و شیوه‌های بهسازی او باب تازه‌ای در مباحث جزایی گشودند. برخی روانشناسان نیز متوجه شدند که قضاوت دادگستری نباید در رسیدگی به رفتارهای جنایی و صدور رأی فقط نفس جرم را در نظر بگیرد؛ زیرا با این عمل مسئله اصلی که پیشگیری از تکرار جرم در جامعه است، حل نمی‌شود؛ بلکه باید به مطالعه و شناخت علل و انگیزه‌های جرم، شخصیت اختصاصی جنایتکار و وضعیت جسمانی و روانی به ویژه تجربه‌های تلخ کودکی و محیط اجتماعی او اقدام کرده و انگیزه‌های آشکار و پنهانی که او را به تبهکاری کشانده، مورد بررسی قرار دهند و حکمی صادر کنند که مبتنی بر این اطلاعات باشد و تاحد ممکن اقدام‌های صورت‌گرفته به‌منظور بهسازی روانی، اصلاح و تهذیب اخلاق شخص تبهکار باشد و نه برای کینه‌جویی و انتقام. از این‌جا بود که روان‌شناسی اجتماعی آغاز به کار کرد و راه برای پاسخگویی به سوالاتی همانند: ۱. چرا آدمی تبهکار می‌شود؟ ۲. چگونه می‌توان از وقوع جرم جلوگیری کرد؟ ۳. چگونه می‌توان به علل تبهکاری پی برد؟ به‌وجود آمد.

## نیم‌رخ جنایی
تکنیکی که بر پایه آن خصیصه‌های روان و شخصیت یک بزهکار یا بزهکاران بر ریشه رفتارهای فعلیت یافته در ارتکاب بزه پیش‌بینی می‌شود.

## پی‌نوشت و منبع
1. ↑  گسن، ریموند (۱۹۸۸). مقدمه‌ای بر جرم‌شناسی. ترجمه مهدی کی‌نیا. تهران: ۱۳۷۰.
2. ↑  بارتول (۱۹۹۵)؛ به نقل از ستوده و همکاران (۱۳۸۴). ص. ۲۱.
3. ↑  Rossi, D. (1982). Crime scene behavioral analysis: Another tool for the law enforcement investigator. Police Chief, 18(4),152–155.